# Arbavere
Arbavere – wieś w Estonii, w prowincji Virumaa Zachodnia, w gminie Kadrina.